# جمهورية بيلاروسيا الشعبية
جمهورية بيلاروسيا الشعبية (بالبيلاروسية: Белару́ская Наро́дная Рэспу́бліка) بمعنى روسيا البيضاء؛ هي حكومة حكمت لمدة سنة من 1918 إلى سنة 1919 عندما وقعت تحت احتلال روسيا أو الإتحاد السوفييتي حيث استغلت بيلاروسيا وقوع الحرب العالمية الأولى وثم الثورة الروسية (1917) لتعلن إستقلالها من 25 مارس 1918 إلى 5 يناير 1919 عندما أُلحقت بالإتحاد السوفييتي وقد ترأسها يان سييرادا وبيوترا كريتشوسكي.
أُعلن عن الجمهورية في 9 مارس عام 1918 في مينسك من قِبل أعضاء اللجنة التنفيذية للمؤتمر البيلاروسي الأول، وأعلنت استقلالها بعد أسبوعين، في 25 مارس. في عام 1919، كانت قائمة جنبًا إلى جنب مع حكومة بيلاروسيا الشيوعية البديلة (جمهورية بيلاروسيا الاشتراكية السوفييتية، التي أصبحت لاحقًا جزء من جمهورية ليتوانيا وروسيا البيضاء الاشتراكية السوفييتية)، ونقلت مقر حكومتها إلى فيلينوس وغرودنو، لكن وجودها انتهى بسبب استيلاء القوات البولونية والبلشفية على الأراضي البيلاروسية أثناء الحرب السوفييتية البولونية لعام 1919 – 1921. حاليًا، حكومتها في المنفى، ويُعتبر رادا (مجلس) جمهورية بيلاروسيا الشعبية أقدم حكومة في المنفى لازالت قائمة.

## سجل تاريخي
أُعلنت جمهورية بيلاروسيا الشعبية على الأراضي المحتلة من قِبل ألمانيا والتي تمثل اليوم بيلاروسيا بعد ثلاثة أسابيع من توقيع معاهدة بريست-ليتوفسك في 3 مارس 1918 بين حكومة روسيا السوفييتية البلشفية الجديدة وقوى المركز في مدينة بريست-ليتوفسك الحدودية.
بعد ثورة فبراير عام 1917 في روسيا، بدأت المناقشات الفعلية في بيلاروسيا بشأن الحصول على الحكم الذاتي ضمن الجمهورية الروسية الجديدة أو إعلان الاستقلال. شكّل ممثلون عن معظم المناطق البيلاروسية ومن مختلف القوى السياسية، من بينها الجمعية البيلاروسية الاشتراكية والحركة المسيحية الديمقراطية والجبهة اليهودية العامة لحزب العمال، المجلس الوطني البيلاروسي في أواخر عام 1917. بدأ المجلس العمل على إنشاء مؤسسات حكومية بيلاروسية. رفض البلاشفة والألمان على حد سواء الاعتراف به وتدخلوا في نشاطاته. على أي حال، رأى الألمان أن بيلاروسيا المستقلة ستكون جزء من تنفيذ خطتهم في إنشاء دول حاجزة في وسط أوروبا. أجرى البلاشفة مفاوضات مع جمهورية بيلاروسيا الديمقراطية بشأن اعتراف محتمل، لكن قرروا لاحقًا تأسيس حكومة بيلاروسية موالية للاتحاد السوفييتي – وهي جمهورية بيلاروسيا الاشتراكية السوفييتية.
بالتوازي مع المفاوضات التي بدأت بين الألمان والبلاشفة، بدأ المجلس البيلاروسي المطالبة بالاعتراف بحالة الحكم الذاتي لبيلاروسيا، مع استمرار المفاوضات الداخلية حول ما إذا كان ينبغي أن تتمتع بالحكم الذاتي ضمن روسيا أو إعلان الاستقلال الوطني.
في ميثاقها التأسيسي الأول، الذي صدر في 21 فبراير 1918، أعلن المجلس البيلاروسي نفسه السلطة الشرعية الوحيدة في الأراضي البيلاروسية. في 9 مارس، عقب توقيع معاهدة بريست-ليتوفسك بين الألمان والبلاشفة، أصدر المجلس البيلاروسي ميثاقًا ثانيًا أعلن من خلاله تأسيس جمهورية بيلاروسيا الشعبية. أصبح المجلس البيلاروسي هو الحكومة الانتقالية لبيلاروسيا وأُعيد تسميته مجلس جمهورية بيلاروسيا الشعبية.
في 25 مارس 1918، أعلن المؤتمر البيلاروسي استقلال الجمهورية البيلاروسية الوطنية. تركت حكومة الجمهورية مينسك في ديسمبر 1918 للجمهورية الليتوانية، وذهبت في ربيع عام 1919 إلى المنفى.

### الأراضي
في ميثاقها التأسيسي الثالث، جرت المطالبة بالمناطق التالية من أجل الجمهورية: محافظة (مقاطعة) موغليف بالإضافة إلى الأجزاء البيلاروسية في محافظة مينسك ومحافظة غرودنو (من ضمنها بياويستوك) ومحافظة فيلنا ومحافظة فيتبسك ومحافظة سمولنسك وأجزاء من المحافظات الحدودية المأهولة بالبيلاروسيين، الرافضين لانقسام الأراضي البيلاروسية بين ألمانيا وروسيا في ذلك الوقت. جرت المطالبة بالمناطق بسبب الغالبية البيلاروسية أو الأقلية الكبيرة (كما في محافظتي غرودنو وفيلنا)، رغم وجود عدد من الليتوانيين والبولونيين وأفراد تتكلم تشكيلات مختلطة من البيلاروسية والليتوانية والبولونية، بالإضافة إلى الكثير من اليهود، معظمهم في البلدات والمدن (كانوا غالبية في بعض البلدات). تكلم بعض اليهود الروسية باعتبارها لغتهم الأصلية؛ تكلم آخرون الييدية (أو اليديشية).